# توماس هارتمان (لاعب كرة قدم)
توماس هارتمان هو لاعب كرة قدم سويسري في مركز الهجوم، ولد في 1967. لعب مع يانغ بويز.